# Cengiz Ünder
Cengiz Ünder (* 14. Juli 1997 in Sındırgı) ist ein türkischer Fußballspieler. Er steht seit August 2023 beim türkischen Erstligisten Fenerbahçe Istanbul unter Vertrag.

## Karriere

### Verein

Cengiz Ünder im Trikot der AS Rom (2018)

Cengiz Ünder begann mit dem Vereinsfußball in der Jugend von Bucaspor und spielte ab 2013 für den Nachwuchs von Altınordu Izmir.
In der Hinrunde der Saison 2014/15 wurde er erst am Training der Profimannschaft von Altınordu beteiligt und gab schließlich am 24. September 2014 in der Pokalbegegnung gegen Menemen Belediyespor sein Profidebüt. Im September 2014 hatte er von Altınordu auch einen Profivertrag erhalten.
Nachdem Ünder sich innerhalb zweier Spielzeiten als einer der auffälligsten Youngster der TFF 1. Lig etabliert hatte, wurde er für die Transfersaison 2016/17 mit vielen Erstligisten in Verbindung gebracht. Trotz zahlreicher Interessenten wechselte Ünder Ende Mai 2016 zum Ligarivalen Istanbul Başakşehir.
Ünder verließ nach einer Saison Başakşehir und unterschrieb bei der AS Rom einen Fünfjahresvertrag. Der italienische Verein zahlte für ihn eine Ablöse in Höhe von 13,4 Millionen Euro. In drei Saisons bei der AS Rom erzielte Ünder in 70 Ligaspielen 13 Tore. Außerdem spielte er noch in der UEFA Champions League, UEFA Europa League und in der Coppa Italia.
Im September wechselte Ünder per Leihe für die Saison 2020/21 zum englischen Erstligisten Leicester City. Im Anschluss an die Leihe schloss er sich, erneut auf Leihbasis, Olympique Marseille an. Marseille verpflichtete den Spieler nach der Saison fest.
Im August 2023 wechselte er zurück nach Istanbul zu Fenerbahçe.

### Nationalmannschaft
Ünder startete seine Nationalmannschaftskarriere im Oktober 2014 mit einem Einsatz für die türkische U-18-Nationalmannschaft. Ab Mai 2015 spielte er auch für die U-19-Nationalmannschaft.
Nachdem er bei Istanbul Başakşehir zum Stammspieler aufgestiegen war und zu überzeugen wusste, wurde Ünder im Rahmen zweier A-Länderspiele zum ersten Mal in seiner Karriere im August 2016 vom Nationaltrainer Fatih Terim in das Aufgebot der türkischen Nationalmannschaft nominiert, blieb aber bei dieser ersten Nominierung ohne Einsatz.
In der Zwischenzeit debütierte Ünder im September 2016 für die türkische U-21-Nationalmannschaft.
Im November 2016 wurde Ünder ein weiteres Mal in das Aufgebot der türkischen A-Nationalmannschaft nominiert und gab im Qualifikationsspiel zur WM 2018 vom 12. November 2016 gegen das Kosovo sein A-Länderspieldebüt und erzielte im März 2017 in einem Freundschaftsspiel gegen Moldawien sein erstes Länderspieltor.
Bei der Fußball-Europameisterschaft 2021 stand Ünder im türkischen Kader.